# Kadlegondi, Harihar
Kadlegondi là một làng thuộc tehsil Harihar, huyện Davanagere, bang Karnataka, Ấn Độ.